# ハリー・ウィルソン (ラグビー選手)
ハリー・ウィルソン（Harry Wilson、1999年11月22日 - ）は、オーストラリア出身の ラグビーユニオン選手。スーパーラグビーのクイーンズランド・レッズに所属し、オーストラリア代表キャップも持つ。

## 経歴
2019年、クイーンズランド・レッズに加入。
2020年10月11日、オーストラリア代表としてニュージーランド戦に先発出場し、初キャップを得た。
ワールドカップ2023では、エディー・ジョーンズがヘッドコーチを務めるオーストラリア代表チームから外され、出場できなかった。
2024年、ジョー・シュミットがヘッドコーチを務めるオーストラリア代表に選ばれ、ザ・ラグビーチャンピオンシップ2024に出場。初めてキャプテンを務めた。